# 矢崎虎夫
矢崎 虎夫（やざき とらお、1904年（明治37年）7月25日 - 1988年（昭和63年）9月24日）は、長野県出身の彫刻家である。

## 来歴
長野県諏訪郡永明村（現・茅野市）生まれ。平櫛田中に師事。
1929年（昭和4年）院展に初入選、以降院展白寿賞を3回受賞する。1964年（昭和39年）に渡欧し、オーストリアのウィーン大学で仏教芸術を講義した後、フランス・パリでオシップ・ザッキンに師事。1966年（昭和41年）日本画府展で文部大臣賞を、1973年（昭和46年）には長野市野外彫刻賞を受賞。
晩年は仏教を主題に木彫像を制作していた。1988年（昭和63年）に東京都小平市の自宅で死去。84歳没。
陶芸家の伊藤彰敏は親戚。

## 年譜
- 1923年（大正12年） - 長野県立諏訪中学校（現・長野県諏訪清陵高等学校）卒業と同時に平櫛田中に入門。
- 1929年（昭和4年） - 第16回日本美術院展に「カナリヤ」（木彫）初入選。
- 1931年（昭和6年） - 東京美術学校（現東京芸術大学） 彫塑科卒業。
- 1934年（昭和9年） - 日本美術院展「老母座像」入選。院友に推挙される。
- 1946年（昭和21年） - 日展出品「バリ島の女の首」政府買上。
- 1948年（昭和23年） - 茅野高等学校の校章に石楠花をデザインし作成する。
- 1952年（昭和27年） - 法隆寺金堂再建の修復彫刻にあたる。
- 1953年（昭和28年） - 日本美術院展白寿賞「若き女」。
- 1954年（昭和29年） - 日本美術院展白寿賞「浴光立女」。
- 1959年（昭和34年） - 日本美術院展白寿賞「立女」。
- 1964年(昭和39年） - 渡欧し、オシップ・ザッキンに師事。
- 1965年（昭和40年） - フォワイエ・デ・ザルテイスト画廊（パリ市）にて個展。
- 1966年（昭和41年） - 日府展・文部大臣賞「雷電像」。
- 1970年（昭和45年） - EXPO'70（大阪万博）に戦没者慰霊と世界平和を願った「平和観音像（世界平和同願観世音菩薩像）」を出展。
- 1971年（昭和46年） - 大阪万博のラオス館をラオス国王サワーンワッタナーから寄贈された中観会[4]が建物を諏訪市霧ケ峰に移築し、全戦没者の慰霊と世界平和を祈願する無宗派の寺院、「国際霊廟中観山同願院昭和寺」を建立、矢崎の「平和観音像」を安置した[5]。
- 1973年（昭和48年） - パリ市ヴァンセンヌの森に「雲水群像（フランス語版）」建つ[6]。同年箱根彫刻の森美術館大賞展「托鉢」当館に収蔵。
- 1974年（昭和49年） - 長野市第一回野外彫刻賞「托鉢」。總持寺「雲水群像」建立[7]。
- 1976年（昭和51年） - 木彫巨匠展出品。
- 1977年（昭和52年） - 東京国立近代美術館「托鉢」収蔵、川崎大師内に「釈迦像」建つ。
- 1978年（昭和53年） - 諏訪湖上に「八重垣姫[8]」建つ。
  - 諏訪大社第33回国体モニュメント「やまびこ群像」建つ
- 1979年（昭和54年） - 亜細亜現代美術展内閣総理大臣賞「連弾」
- 1980年（昭和55年） - 茅野市永明寺山の山頂に戦没者慰霊と世界平和を願って「釈迦像」建つ。 第1回高村光太郎大賞展優秀賞「サリーを着た女」
- 1981年（昭和56年） - 長野市に「大観音像」建つ
- 1982年（昭和57年） - 第2回高村光太郎大賞展優秀賞「阿修羅」勲四等瑞宝章叙勲、茅野市名誉市民となる。
- 1988年（昭和63年） - 茅野駅前に「調和」建つ。
- 1990年（平成2年） - 蓼科高原の聖光寺境内に観音菩薩化身12体建つ。
- 1991年（平成3年） - ピラタス蓼科ロープウェイ（現・北八ヶ岳ロープウエイ）に蓼科高原美術館・矢崎虎夫記念館開館。

## 代表作
- 諏訪大社上社本宮「雷電像」
- 箱根 彫刻の森美術館「托鉢」
- 霧ヶ峰昭和寺「平和観音像」
- 長野市霊園「托鉢」
- 永明寺山「釈迦像」
- 茅野市図書館「ラクダを曳く人」
- 茅野市役所「浴光」

雷電像

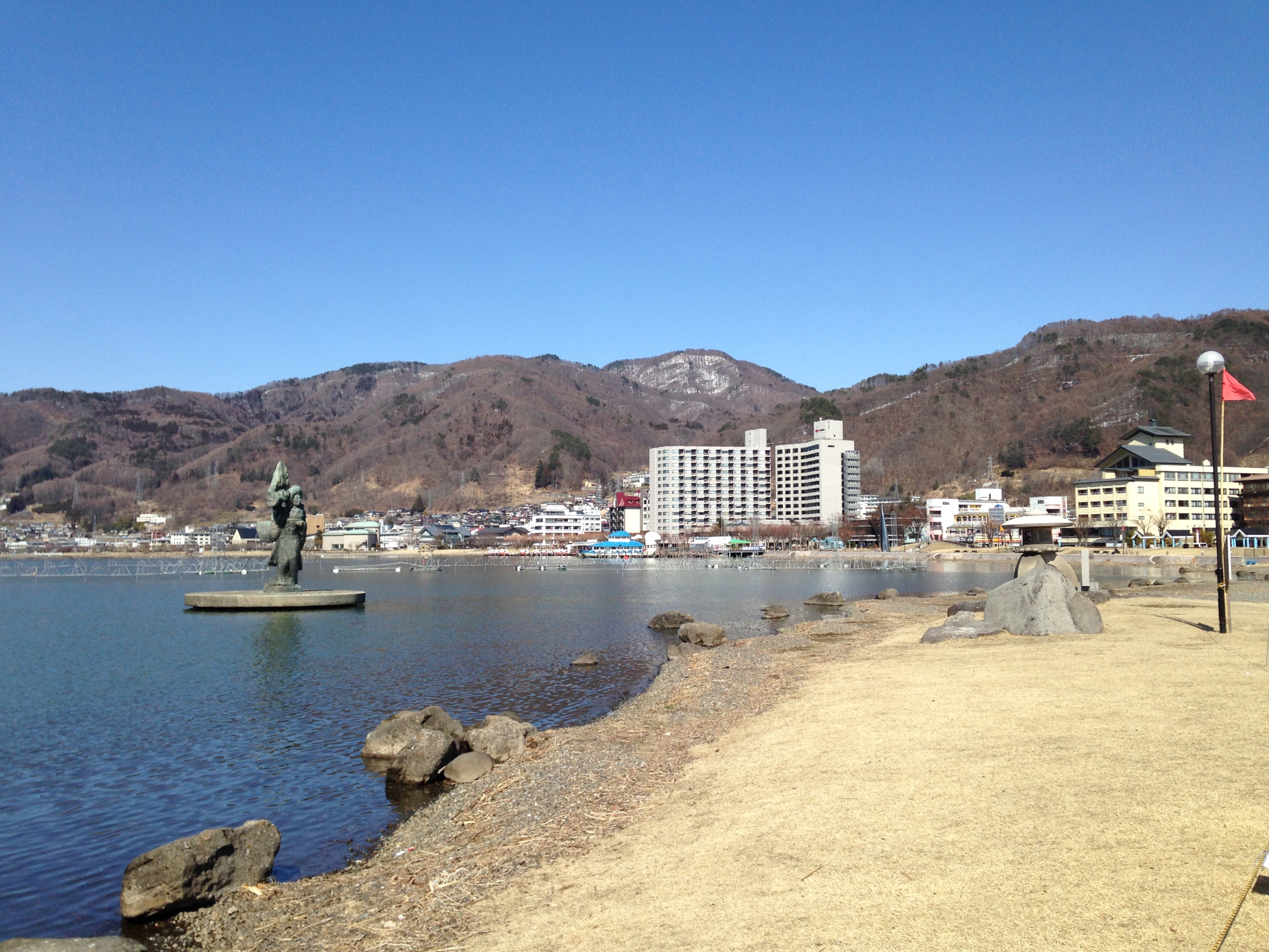
諏訪湖上に建つ八重垣姫像（左）

- 尖石考古館（現・茅野市尖石縄文考古館）「縄文の手」
- 諏訪中央病院「すこやか」

## 所蔵美術館
- 蓼科高原美術館矢崎虎夫記念館[9]
- 茅野市美術館（茅野駅併設施設）
- 諏訪市美術館（片倉館敷地内）
- 須玉美術館（山梨県北杜市）

## 蓼科高原美術館矢崎虎夫記念館
蓼科高原美術館・矢崎虎夫記念館は、矢崎虎夫の彫刻作品を主に展示している美術館。長野県のほぼ中央、避暑地として知られる蓼科高原にある。北八ヶ岳ロープウェイ山麓駅近くにあり、ロープウェイ運営会社がピラタス蓼科スノーリゾートと共に運営している。
- 開館時間　午前10時～午後3時（受付時間　10:00～14:30）
- 休館日	不定休　11月～4月は冬季休館。
- 入館料	大人　500円／子供　300円　（30名以上の団体場合は大人　400円／子供　250円）